# Antoine de Perrin-Brichambault
Pour les articles homonymes, voir Perrin.
Antoine de Perrin-Brichambault, né à Nancy le 28 novembre 1777 et mort à Paris le 13 octobre 1841, est un général français, actif pendant la Restauration.

## Biographie
Issu  d'une famille ancienne attachée aux ducs régnants, puis au roi Stanislas, il fut admis à l'école militaire de  Pont-à-Mousson en 1786 et en sortit en 1789. Il fit la campagne de 1793, comme soldat volontaire d'artillerie et passa à l'armée du Nord et de Sambre-et-Meuse sous le général Marescot, qui le nomma adjoint du génie.
Après les sièges de Charleroi, de Landrecies, du Quesnoy, de Maestricht, de Valenciennes, il entra à l'école de Metz comme élève sous-lieutenant du génie (1794). Le comité de salut public le destitua en 1795, mais on le réintégra comme lieutenant le 30 octobre 1796.
En 1799, il servait à l'armée du Rhin, fut employé au blocus de Philippsbourg, nommé capitaine le 18 août et aide-de-camp du général Marescot, qu'il suivit au camp de Boulogne, en Bavière, en Autriche, en Prusse et en Espagne.
En 1808, il rentra dans le corps du génie comme capitaine en premier, sollicita sa mise à la réforme en 1810, pour cause de santé ou peut-être par mécontentement.
En 1813, il se battit en duel avec M. d'Estournel, capitaine à l'état-major du prince Berthier, et, à la suite de ce duel, fut exilé à Nancy.
Lors de l'invasion de 1814, dès le jour de l'entrée des Russes à Nancy, il se déclara publiquement pour les Bourbons, offrit avec empressement ses services au comte d'Artois et en reçut sa nomination de lieutenant-colonel. De retour à Nancy, il composa plusieurs libelles contre l'Empereur.
En 1815, il suivit Louis XVIII à Gand en qualité de volontaire agrégé aux grenadiers à cheval commandés par le marquis de la Rochejaquelein à Gand ; le commandement du génie de la place lui fut confié.
Rentré avec le roi et appelé au commandement supérieur de Bouchain (Nord), il eut ordre de sommer cette forteresse : il la bloqua jusqu'à sa reddition avec des paysans qu'il avait organisés.
Nommé colonel en 1816, ingénieur en chef à Lille, directeur du génie à Lorient, puis à Nantes, il contribua puissamment à dissiper la sédition excitée dans cette ville en juin 1820.
En 1823, il fut attaché au corps sous les ordres de Lauriston, comme chef du génie, et se distingua à Pampelune, à Saint-Sébastien, à Lérida.
Il fut mis à la retraite le 31 décembre 1826 avec le grade de maréchal de camp. Il était déjà chevalier de Saint-Louis, officier de la Légion d'honneur et chevalier de l'ordre de Saint-Ferdinand d'Espagne ; le roi l'avait créé baron en 1817. M. de Brichambault s'était toujours occupé de travaux littéraires, il s'y livra exclusivement lorsqu'il fut mis à la retraite. Charles Nodier fait le plus grand éloge de ses productions dans une de ses appréciations littéraires.

## Source
- « Antoine de Perrin-Brichambault », dans Charles Mullié, Biographie des célébrités militaires des armées de terre et de mer de 1789 à 1850, 1852 [détail de l’édition]